# Laconis
Els laconis (en grec antic Λακωνίς) o lacedemonis (Λακεδαίμωνιον) eren els habitants lliures de Lacònia o Lacedemònia, tant els ciutadans espartans com els periecs. El nom s'atribueix a l'heroi mític Lacon o Lacedèmon, però els erudits pensen que derivava del grec λάκος o λάκκο (llac o llacuna) perquè la regió era com una vall profunda entre muntanyes.